# Liste deutschsprachiger Zeitungen in Rumänien

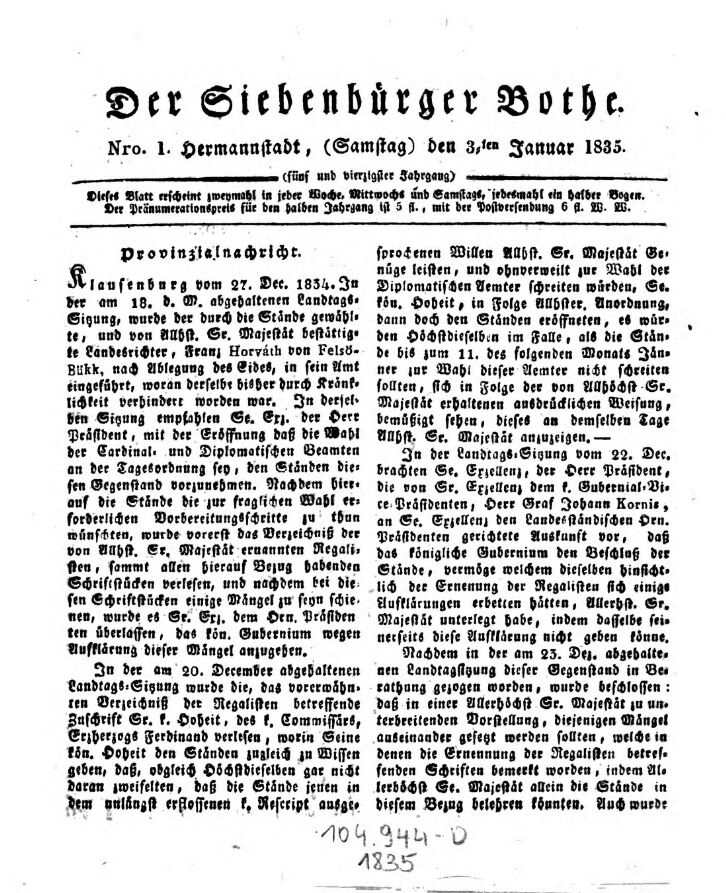
Der Siebenbürger Bote, 1835

Diese Liste enthält die wichtigsten bestehenden und ehemaligen deutschsprachige  Zeitungen und Zeitschriften im heutigen Rumänien. Es sind auch Gebiete berücksichtigt, die zeitweise nicht zu Rumänien gehörten oder gehören.

## Geschichte
Im historischen Rumänien gab es bis 1918 nur wenige deutschsprachige Zeitungen und Zeitschriften, die meisten in Bukarest und der Dobrudscha.
1919 kamen Siebenbürgen, der Banat und die Bukowina mit vielen deutschen Bewohnern von Österreich-Ungarn zum Königreich Rumänien. 1940 wurden ein Teil der Bukowina und Bessarabien der Ukraine angegliedert.
Gegenwärtig gibt es nur noch wenige deutschsprachige Bewohner in Rumänien.

## Bestehende Zeitungen und Zeitschriften
Es gibt nur noch wenige deutschsprachige Zeitungen und Zeitschriften für die deutschsprachige Minderheit in Rumänien, darunter die Allgemeine Deutsche Zeitung für Rumänien als eine von zwei deutschsprachigen Tageszeitungen außerhalb des deutschsprachigen Sprachraums weltweit.
In Rumänien
- Allgemeine Deutsche Zeitung für Rumänien, seit 1993, Tageszeitung, wichtigste deutschsprachige Zeitung in Rumänien
- Hermannstädter Zeitung, seit 1968, wöchentlich
- Karpatenrundschau, Kronstadt, seit 1968, inzwischen Beilage der Allgemeinen Deutschen Zeitung in Rumänien, wöchentlich
- Kirchliche Blätter, Hermannstadt, seit 1973
- Zipser Plattl, Oberwischau, seit 2015, Zeitschrift der Zipser in Oberwischau und Umgebung

In Deutschland
- Siebenbürgische Zeitung, seit 1950 aus München, inzwischen mit Online-Ausgabe
- Der Südostdeutsche, seit 1950 in Augsburg für die Bukowina, seit 2020 zweimonatlich durch das Bukowina-Institut[1]

## Historische Zeitungen und Zeitschriften

### Altreich
Im Gebiet des historischen Rumänien bis 1918 (Altreich) gab es nur wenige deutschsprachige Zeitungen und Zeitschriften.

#### Bukarest
- Bukarester Deutsche Zeitung, 1844–1861
- Bukarester Lloyd, 1870, kurzzeitig, zweisprachig
- Bukarester Tagblatt, 1880–1918
- Rumänischer Lloyd, 1884–1916, Tageszeitung seit etwa 1890
- Bukarester Gemeindeblatt, 1904–1916, 1921–1940
- Bukarester Katholisches Sonntagsblatt, 1913–1942
- Bukarester Lloyd, 1922–1923, Tageszeitung
- Neuer Weg / Allgemeine Deutsche Zeitung für Rumänien, 1949–1992; 1993–, bestehend
- Neues Leben in Rumänien, 1952–1954, dann mit weiteren Titeln bis etwa 1992

#### Dobrudscha
- Dobrudscha-Bote (1916–1918)

### Siebenbürgen

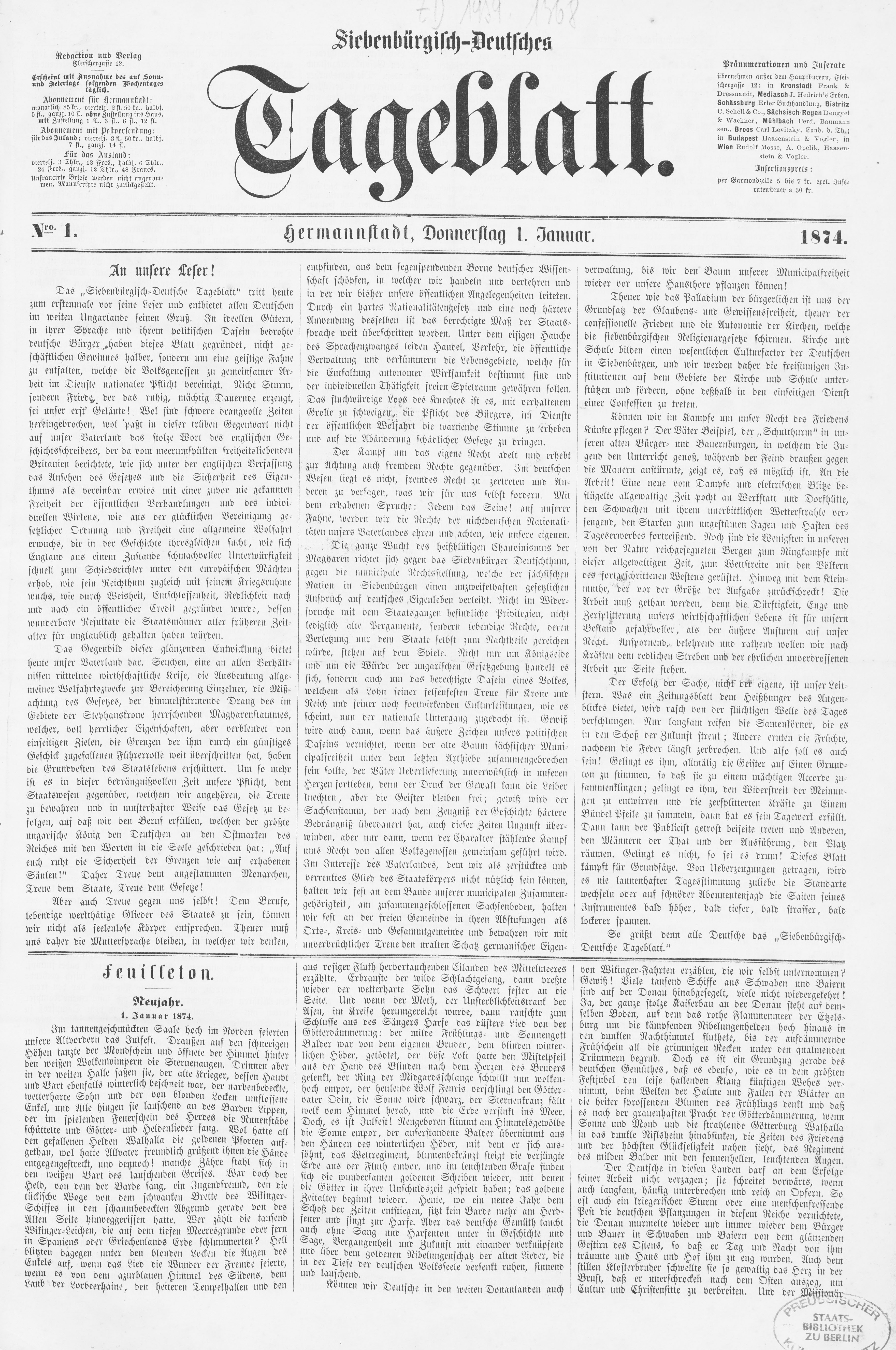
Siebenbürgisch-Deutsches Tageblatt, 1874, erste Ausgabe

In Siebenbürgen lebten die Siebenbürger Sachsen als die größte deutschsprachige Bevölkerungsgruppe im heutigen Rumänien. Das Gebiet gehörte bis 1918 zu Ungarn.

#### Hermannstadt
In Hermannstadt (Şibiu) erschienen die meisten deutschsprachigen Zeitungen und Zeitschriften in Siebenbürgen.
- Siebenbürger Zeitung (1784–1791)
- Der Siebenbürger Bote (1792–1862)
- Siebenbürgische Provinzialblätter, 1804–1824
- Siebenbürgisch-Deutsches Wochenblatt (1868–1873), dann Siebenbürgisch-Deutsches Tageblatt (1874–1941), anfangs ungarnfreundlich

- Hermannstädter Zeitung (1861–1907; Neugründung 1968–)
- Kirchliche Blätter (1897–1948; 1973–)
- Siebenbürgische Handelszeitung (1927–1941)
- Die neue Zeitung (1930–1943)
- Südostdeutsche Tageszeitung, Hermannstadt (1941–1944)
- Hermannstädter Zeitung (1968–)

#### Kronstadt
Auch in Kronstadt (Braşov) erschienen einige deutsche Zeitungen und Zeitschriften.
- Kronstädter Anzeiger für Handel, Gewerbe und Oekonomie, 1856, kurzzeitig
- Siebenbürger Wochenblatt (1837–1849)
- Kronstädter Zeitung (1849–1944)
- Kronstädter Tageblatt, 1895–1900, ungarnfreundlich
- Kronstädter Wochenblatt, 1901–1904
- Volkszeitung (1957–1968)
- Karpatenrundschau (1968–)

#### Bistritz
- Bistritzer Wochenschrift (1872–1916)
- Bistritzer Zeitung (1890–1918)
- Bistritzer Deutsche Zeitung (1913–1941)

#### Mediasch
- Mediascher Wochenblatt (1893–1918)
- Mediascher Zeitung (1919–1944)

#### Schässburg
- Schässburger Anzeiger (1872–1900)
- Schässburger Zeitung (1901–1918)

#### Weitere Orte
- Karlsburger Zeitung (1878–1881)
- Groß-Kokler Bote (1879–1939)
- Sächsisch-Regener Wochenblatt (1894–1919)
- Mühlbacher Wochenblatt (1896–1898)
- Repser Wochenblatt (1909–1914)

#### Landler
Die Landler waren eine kleine deutschsprachige Volksgruppe, die durch ihre österreichische Herkunft geprägt waren.
- Neppendorfer Blätter (1903–1937), der Landler

### Banat
Der Banat gehörte zu Ungarn, seit 1918 zu Rumänien.

#### Banater Schwaben
- Temeswarer Nachrichten (1771)
- Temesvarer Zeitung (1784)
- Temesvarer Zeitung (1852–1940, 1944–1949)
- Arader Zeitung (1852–1875)
- Krassó-Szörényer Zeitung (1861–1900)
- Neue Temesvarer Zeitung (1868–1912)
- Der Landbote (1872–1940)
- Neue Arader Zeitung (1875–1892)
- Südungarisches Volksblatt (1880–1895)
- Dettaer Zeitung (1881–1918)
- Csákovaer Zeitung (1882–1915)
- Torontaler Zeitung (1883–1902; 1932–1940)
- Neue Lippaer Zeitung (1887–1899)
- Hatzfelder Zeitung (1887–1941)
- Südungarische Bürger-Zeitung (1897–1918)
- Südungarischer Bote (1900–1918)
- Temesvarer Volksblatt (1902–1918)
- Lugoser Zeitung (1905–1919)
- Torontaler Nachrichten (1906–1918)
- Von der Heide (1909–1935)
- Banater Bote (1919–1940)
- Banater Tagblatt (1919–1941)
- Banater Deutsche Zeitung (1919–1941)
- Neue Zeit – Új kor (1922–1940)
- Hatzfelder Volksblatt (1924–1932)
- Lovriner Zeitung (1926–1940)

- Perjamoscher Zeitung (1933–1935)
- Neue Banater Zeitung; Banater Zeitung (1968–1993; 1993–)

#### Banater Berglanddeutsche
- Reschitzaer Zeitung (1887–1940)
- Karansebeser Wochenblatt (1888–1914)
- Oraviczaer Wochenblatt (1888–1903)
- Oraviczaer Zeitung (1889–1904)
- Orsovaer Wochenblatt (1873–1915)
- Bogsáner Zeitung (1900–1932)
- Reschitzaer Wochenschau (1929–1943)

#### Jüdische Zeitungen
- Jüdische Woche (Zsidó Hét) (1932)

### Bukowina
Die Bukowina gehörte bis 1918 zu Ungarn, seit 1919 zu Rumänien. Seit 1940 ist der nördliche Teil um Czernowitz/Tscherniwzi ukrainisch.
Die Zeitungen seit 1903 wurden zum großen Teil von deutschsprachigen jüdischen Redakteuren herausgegeben und gestaltet.
- Bukowina (1862–1868)
- Bukowinaer Rundschau (1882–1907)
- Bukowinaer Nachrichten (1888–1914)
- Bukowinaer Post (1893–1914)
- Bukowinaer Bote (1897–1904, 1909–?)
- Czernowitzer Tagblatt (1903–1914, 1917, 1918)
- Czernowitzer Allgemeine Zeitung (1904–1923)
- Czernowitzer Morgenblatt (1918–1940)
- Ostjüdische Zeitung (1919–1937)
- Czernowitzer Deutsche Tagespost (1924–1940)
- Neue Jüdische Rundschau (1926–1930)
- Der Südostdeutsche (Augsburg, 1950–), für die Buchlanddeutschen (Bukowinadeutschen)

### Bessarabien
Das Gebiet gehörte seit 1919 zu Rumänien, ist aber seit 1940 ukrainisch.
- Deutsche Zeitung Bessarabiens (1919–1940)
- Unsere Schule (1919–1924)

### Sathmarer Schwaben
Das Gebiet kam 1919 von Ungarn zu Rumänien
- Sathmarer Deutsche Zeitung (1941–1944)